# Hermannia seineri
Hermannia seineri är en malvaväxtart som beskrevs av Adolf Engler. Hermannia seineri ingår i släktet Hermannia och familjen malvaväxter. Inga underarter finns listade i Catalogue of Life.